# 嘎瑪瓦南 (平和村)
百步蛇神（排灣語：Kamavanan；魯凱語：Kamavanan），是台灣排灣族的平和村（比幽瑪部落Piuma）傳統信仰中的神祇，為部落的守護神，擁有預知的能力，在族人改信基督教之後消失無蹤。

## 傳說

### 職責
嘎瑪瓦南是一條百步蛇，牠在平和村的前身：羅裏安森人（se Ljulingasan）在當地建立部落的時候，就一直棲息在村落附近的一棵大樹的根部下（大樹名叫kalavas，族人則稱呼那個地點為salalumegan），牠是族人的生命守護神，不僅從來沒有咬過族人，還會預知如颱風、地震、土石流之類的災禍，並且用鼻子發出聲音警告族人早做準備，族人都很感謝牠的保佑，在路上看到牠的時候還會請牠回去樹下避免被敵人或不知情的人傷害。

### 頭目祖先
據說嘎瑪瓦南也是頭目家族Mavaliv家的創始者，因此就算是頭目家族的人，也不可以侵擾或阻礙牠，只有女巫師可以藉由祭儀來主動和牠溝通或請牠離開，據說過去頭目家裡有一個叫Muni的女性在縫製衣物時，發現一條百步蛇盤據在放線的竹籃中，因為不知道牠就是嘎瑪瓦南，而用木棒戳牠，頭目被牠托夢告知這件事後，才請女巫師代為道歉。

### 稱呼
排灣語中「嘎瑪瓦南」（kamawanan）為所有百步蛇的統稱，此處特指比悠瑪部落的那一位蛇神，也有人聲稱該神有自己的名字，叫做拉盧麼幹（sa Ljaljumegan）。嘎瑪瓦南從詞源來看，意為「就是那個最真實的」，基於對百步蛇的崇敬，比悠瑪部落的族人在遇到牠時不能稱呼牠的名諱（這是禁忌），而會以vaud（藤類）來稱呼，另外也有「vulun（長老）」、「kamawanan（共同生活的朋友）」、「kaqatjuvian（真正重要的蛇）」等稱呼。

### 消逝
雖然嘎瑪瓦南過去深受比幽瑪部落族人的敬愛，但在1950年底，基督教開始進入了部落，而嘎瑪瓦南在那時就已經預見未來族人將背棄自己，因此經常發出奇怪的叫聲，不久牠棲息的樹kalavas就受到雷擊而枯萎，族人都以為嘎瑪瓦南也跟著死了，可是過了幾年，在改信基督教的tsemeresai家族中的一位牧師在前往射鹿村（Tsalisi）主持禮拜時，無意間遇到了嘎瑪瓦南，當他打算拿石頭打死他所稱的「魔鬼」時，嘎瑪瓦南卻又憑空消失，大家都很驚訝牠還活著。

## 文化

### 藝術
比幽瑪部落的傳統樂器：鼻笛（rharingetan），據說就是模仿嘎瑪瓦南警告族人時發出的聲音，因此過去只有頭目可以吹鼻笛，後來就算平民也開始吹，也不會在笛子上刻百步蛇紋（只有頭目的鼻笛可以有）；另外，頭目家Mavaliv的家屋中的四根柱子和外部簷下的橫條木柱（sasuaian）上，都刻有頭頂尖、眼睛和嘴則呈菱形的人像，據說那就是模仿百步蛇的樣子而製作的祖先像。

### 祭典
過去比幽瑪部落並不舉辦五年祭，而是每隔五年輪流在男子聚會所（tsakar）和嘎瑪瓦南棲息的salalumegan以麻（rekrek）進行祭儀（mati salalumegan），一次間隔十年，並在祭儀中祈求神祇保佑族人的生命，祭儀期間要很小心，如果身上有傷卻堅持要參加，這個傷就永遠不會好，而在祭儀開始前女巫師會請嘎瑪瓦南先離開牠居住的洞裡，結束後牠才會回到洞中，據說有人在女巫師請牠離開後相手伸進牠樹根底下時，真的感覺到其中有牠棲息時的熱氣。
另外，如果有人在小米豐收祭儀時發生衝突或犯錯，嘎瑪瓦南就會出現並懲罰族人。

## 其他

### 魯凱族
在魯凱族的神話中，認為嘎瑪瓦南是祖靈之蛇，由祖先死後變化而來。當嘎瑪瓦南到達一定的時間後便變成羽蛇，最終成為阿低細(Adisi):138-139:217:264:06:110。